# Alan Hovhaness
Alan Hovhaness, właśc. Alan Vaness Scott Chakmakjian (orm. Ալան Յովհաննէս; ur. 8 marca 1911 w Somerville w stanie Massachusetts, zm. 21 czerwca 2000 w Seattle) – amerykański kompozytor pochodzenia ormiańskiego.

## Życiorys
Jego ojciec był chemikiem, matka pochodziła ze Szkocji. Pobierał lekcje fortepianu u Adelaide Proctor i Heinricha Gebharda. W latach 1932–1934 uczył się w New England Conservatory of Music u Fredericka Converse’a, później był uczniem Bohuslava Martinů w Tanglewood. W latach 1948–1951 był wykładowcą w Tanglewood, następnie osiadł w Nowym Jorku. Dwukrotny laureat stypendium Fundacji Pamięci Johna Simona Guggenheima (1954 i 1958). W 1959 roku otrzymał stypendium Fulbrighta, dzięki któremu odwiedził Japonię i Indie. Doktor honoris causa University of Rochester (1958). Od 1967 roku kompozytor-rezydent Seattle Symphony Orchestra. W 1977 roku został członkiem Amerykańskiej Akademii Sztuki i Literatury.

## Twórczość
Był jednym z najbardziej płodnych kompozytorów współczesnych. Pozostawił po sobie około 500 utworów, reprezentujących różne gatunki muzyczne, w tym ponad 60 symfonii. Aktywny od wczesnej młodości do wieku podeszłego, ponad 30 spośród swoich symfonii skomponował po przekroczeniu 60. roku życia. Krytyczny wobec swojej twórczości, pod wpływem niepochlebnej opinii ze strony Aarona Coplanda i Leonarda Bernsteina w 1943 roku zniszczył większość swoich młodzieńczych dzieł, w tym 7 pierwszych symfonii.
Wypracował własny, indywidualny styl, oparty na połączeniu muzyki europejskiej z elementami muzyki Wschodu. Początkowo pozostawał pod silnym wpływem muzyki armeńskiej, naśladując twórczość Yenovka Der Hagopiana i Komitasa Wardapeta. Na przełomie lat 50. i 60. pod wpływem odbytych podróży i studiów coraz silniej w muzyce Hovhanessa zaczynają pojawiać się nawiązania do kultury muzycznej Dalekiego Wschodu (chińska muzyka okresu Tang, japońskie gagaku, koreańskie ah-ak, muzyka indyjska). W swoich kompozycjach sięgał po wschodnie instrumentarium (utwory na sitar, koto, shō, ryūteki, hichiriki). Muzyka Hovhanessa cechuje się wyrazistą melodyką modalną, determinującą konsonansową lub nieco dysonansową harmonikę. Kompozytor odszedł od tradycyjnej pracy motywiczno-tematycznej, w wielu utworach porzucił całkowicie tradycyjne formy muzyki europejskiej, np. w IX symfonii, składającej się z 24 krótkich części uszeregowanych w 5 większych segmentów. W utworze Wind Drum posłużył się indyjską ragą, opierając półgodzinną kompozycję w całości na jednym modi 6-dźwiękowym. W koncercie Lousadzak z 1944 roku zastosował technikę opartą na powtarzaniu formuł bez wzajemnej koordynacji między wykonawcami przy zachowaniu ścisłej kontroli wysokości, wyprzedzającą późniejszy aleatoryzm kontrolowany. Innym oryginalnym utworem jest And God Created Great Whales, napisany na rzecz ruchu przeciwko polowaniom na morskie ssaki, w którym orkiestrze towarzyszą nagrane na taśmę głosy wielorybów.
Muzyce stawiał cele praktyczne, dbał też o przystępną formę utworów. Stąd preferował formy kameralne, nawet jego opery są dostępne dla małych zespołów. Krytykował elitarny charakter muzycznej awangardy, operując prostymi środkami wyrazu i odwołując się do emocjonalnej wrażliwości słuchacza. W wielu utworach widoczne jest religijno-mistyczne nastawienie kompozytora. Swoim kompozycjom często nadawał tytuły o charakterze programowym. Minimalistyczna, uduchowiona muzyka Hovhanessa swoją formą przypomina znacznie późniejsze dzieła Arvo Pärta, Henryka Mikołaja Góreckiego i Johna Tavernera. Pomimo swojej nonkonformistycznej postawy twórczej potrafił się podporządkować celom praktycznym, pisząc utwory na zamówienie, np. utwór Koke no kiwa dla telewizji japońskiej czy XVII symfonię na zlecenie koncernu metalurgicznego.

## Ważniejsze kompozycje
(na podstawie materiałów źródłowych)

### Utwory orkiestrowe

#### Symfonie
- I symfonia „Exile” (1939)
- II symfonia „Mysterious Mountain” (1956)
- III symfonia (1956)
- IV symfonia (1959)
- V symfonia „Short Symphony” (1959)
- VI symfonia „Celestial Gate” (1959)
- VII symfonia „Nanga Parvat” (1959)
- VIII symfonia „Arjuna” (1960)
- IX symfonia „St. Vartan” (1951)
- X symfonia (1959)
- XI symfonia „All Man Are Brothers” (1961, zrewid. 1970)
- XII symfonia na chór i orkiestrę (1960)
- XIII symfonia (1953)
- XIV symfonia „Ararat” (1960)
- XV symfonia „Silver Pilgrimage” (1963)
- XVI symfonia „Korean Kayageum” na smyczki i koreańskie instrumenty perkusyjne (1963)
- XVII symfonia (1963)
- XVIII symfonia „Circe” (1964)
- XIX symfonia „Vishnu” (1967)
- XX symfonia „3 Journeys to a Holy Mountain” (1968)
- XXI symfonia „Etchmiadzin” (1968)
- XXII symfonia „City of Light” (1970)
- XXIII symfonia „Ani” (1972)
- XXIV symfonia „Majnun” na chór i orkiestrę (1973)
- XXV symfonia „Odysseus” na orkiestrę kameralną (1973)
- XXVI symfonia „Consolation” (1975)
- XXVII symfonia (1975)
- XXVIII symfonia (1976)
- XXIX symfonia na róg i orkiestrę (1977)
- XXX symfonia (1976)
- XXXI symfonia na smyczki (1977)
- XXXII symfonia na orkiestrę kameralną (1977)
- XXXIII symfonia na orkiestrę kameralną (1978)
- XXXIV symfonia (1977)
- XXXV symfonia na instrumenty koreańskie i orkiestrę (1978)
- XXXVI symfonia na flet i orkiestrę (1979)
- XXXVII symfonia (1978)
- XXXVIII symfonia na sopran i orkiestrę (1978)
- XXXIX symfonia na gitarę i orkiestrę (1978)
- XL symfonia na instrumenty dęte, kotły i orkiestrę (1979)
- XLI symfonia „Mountain Sunset” (1979)
- XLII symfonia (1979)
- XLIII symfonia (1979)
- XLIV symfonia (1980)
- XLV symfonia (1979)
- XLVI symfonia „To the Green Mountains” (1981)
- XLVII symfonia „Walla, Walla, Land of Many Waters” na sopran i orkiestrę (1981)
- XLVIII symfonia „Vision of Andromeda” (1982)
- XLIX symfonia „Christmas” na smyczki (1981)
- L symfonia „Mount St. Helens” (1982)
- LI symfonia na trąbkę i orkiestrę (1982)
- LII symfonia „Journey to Vega” (1983)
- LIII symfonia „Star Dawn” (1983)
- LIV symfonia (1983)
- LV symfonia (1983)
- LVI symfonia (1983)
- LVII symfonia „Cold Mountain” na tenora, baryton, klarnet i smyczki (1983)
- LVIII symfonia „Sacra” na sopran, baryton, chór i orkiestrę (1985)
- LIX symfonia (1985)
- LX symfonia „To the Appalachian Mountains” (1985)
- LXI symfonia (1986)
- LXII symfonia „Let Not Man Forget” na baryton i smyczki (1987)
- LXIII symfonia „Loon Lake” (1988)
- LXIV symfonia (1989)
- LXV symfonia „Artsakh” (1991)

#### Koncerty
- Koncert wiolonczelowy (1936)
- Lousadzak na fortepian i smyczki (1944)
- Return and Rebuild the Desolate Places na trąbkę i smyczki (1945)
- Asori na flet, kornet, fagot, trąbkę, kotły i smyczki (1946)
- Sosi na skrzypce, fortepian, perkusję i smyczki (1948)
- Artik na róg (1948)
- Zertik Parkim na fortepian i orkiestrę kameralną (1948)
- Elibris na flet i smyczki (1949)
- Khaldis na 4 trąbki, fortepian i perkusję (1951)
- Talin na altówkę i orkiestrę smyczkową (1952)
- Koncert akordeonowy (1959)
- Shambala na skrzypce, sitar i orkiestrę (1970)
- Koncert na harfę i smyczki (1973)
- Koncert na eufonium (1977)
- 2 koncerty gitarowe (1977, 1985)
- Koncert na saksofon sopranowy (1980)
- Koncert nr 1 „Arevakal” na orkiestrę (1951)
- Koncert nr 2 na skrzypce i smyczki (1951–1957)
- Koncert nr 3 „Diran” na róg barytonowy lub puzon i smyczki (1948)
- Koncert nr 4 na orkiestrę (1952)
- Koncert nr 5 na fortepian i smyczki (1952)
- Koncert nr 6 na harmonijkę ustną i smyczki (1953)
- Koncert nr 7 na orkiestrę (1953)
- Koncert nr 8 na orkiestrę (1953)

#### Pozostałe
- Storm on Mt. Wildcat (1931)
- Celestial Fantasy (1944)
- 3 Armenian Rhapsodies (1944)
- Khiriam Hairis na trąbkę i smyczki (1944)
- Tzaikerk (1945)
- Kohar (1946)
- Forest of Prophetic Sounds (1948)
- Uwertura na puzon i smyczki (1948)
- Janabar, 5 hymnów na skrzypce, trąbkę, fortepian i smyczki (1949)
- Prelude and Quadruple Fugue (1955)
- Meditation on Orpheus (1957–1958)
- poemat symfoniczny Copernicus (1960)
- Mountain of Prophecy (1960)
- poemat symfoniczny Meditation on Zeami (1963)
- poemat symfoniczny Ukiyo, Floating World (1964)
- Fantasy on Japanese Wood na ksylofon i orkiestrę (1964)
- The Holy City (1967)
- poemat symfoniczny Fra Angelico (1968)
- Mountain and Rivers Without End na 10 instrumentów (1968)
- And God Created Great Whales na orkiestrę i głosy wielorybów z taśmy (1969)
- Dawn on Mt. Tahoma (1973)
- Fanfare to New Atlantis (1975)
- Ode to Freedom na skrzypce i orkiestrę (1976)
- Rubaiyat na narratora, akordeon i orkiestrę (1975)

### Utwory kameralne
- 2 kwintety fortepianowe (I 1926 zrewid. 1962, II 1964)
- Trio fortepianowe (1935)
- 5 kwartetów smyczkowych (1936, 1950, 1968, 1970, 1976)
- Sonata skrzypcowa (1937)
- Suita na rożek angielski i fagot (1938)
- Varak na skrzypce i fortepian (1944)
- Anahid na flet, rożek angielski, trąbkę, kotły, perkusję i smyczki (1944)
- Saris na skrzypce i fortepian (1946)
- Haroutiun na trąbkę i smyczki (1948)
- Sosi na skrzypce, fortepian, róg, kotły, tam-tam i smyczki (1948)
- Khrigiz Suite na skrzypce i fortepian (1951)
- Orbit No. 1 na flet, harfę, czelestę i tam-tam (1952)
- Orbit No. 2 na flet altowy i fortepian (1952)
- Tower Music na duży zespół instrumentów dętych (1954)
- Koke no kiwa na rożek angielski, klarnet, harfę i perkusję (1954)
- Kwintet dęty (1960)
- Nagooran na zespół instrumentów południowoindyjskich (1962)
- Trio smyczkowe (1962)
- Sekstet na skrzypce i 5 instrumentów perkusyjnych (1966)
- 6 Dances na kwintet dęty (1967)
- Spirit of Ink na 3 flety (1968)
- Vibration Painting na 13 instrumentów smyczkowych (1969)
- The Garden of Adonis na flet i harfę (1971)
- Shah-Nameh na flet, obój i instrumenty orientalne (1972)
- Tumburu i Varuna na trio fortepianowe (1973)
- Adagio and Fugue na kwartet smyczkowy (1973)
- Sonata na 2 fagoty (1973)
- Kwintet klarnetowy (1973)
- Fantasy na kontrabas i fortepian (1974)
- Suita na 4 trąbki i puzon (1976)
- Suita na saksofon altowy i gitarę (1976)
- Septet na flet, klarnet, klarnet basowy i perkusję (1976)
- Sonata na 2 klarnety (1977)
- Sunset on Mt. Tahoma na 2 trąbki, puzon i organy (1978)
- Sonata na klarnet i klawesyn (1978)
- Trio saksofonowe (1979)
- 2 sonaty na 3 trąbki i 2 puzony (1979)
- Pleiades na gamelan (1981)
- sekstet Lake Winnipesaukee (1982)

### Utwory fortepianowe
- Mountain Lullaby (1931)
- 3 Preludes and Fugues (1935)
- Sonata Ricercare (1935)
- Macedonian Mountain Dance (1937)
- sonata Lake of Van (1946, 2. wersja 1959)
- Do you remember the last silence? (1957)
- Poseidon Sonata (1957)
- Child of the Garden na fortepian na 4 ręce (1958)
- Madras Sonata (1947, wersja ostateczna 1959)
- Bardo Sonata (1959)
- Love Song Vanishing into Sounds of Crickets (1979)
- Sonata Catamount (1980)
- sonata Journey to Arcturus (1981)
- Hiroshige’s Cat (1982)
- Sonata No. 5 na klawesyn (1982)
- Sonata of the Long Total Eclipse of the Moon, July 6, 1982 (1982)
- Tsugouharu Fujita’s Cat (1982)
- Lake Sammamish (1982)
- sonata organowa Invisible Sun (1984)
- Lilydale (1986)
- sonata Cigar Mountain (1985)
- Sonata (1986)

### Utwory wokalno-instrumentalne
- Canticle na sopran i małą orkiestrę do słów kompozytora (1953)
- Ad Lyram na głosy solowe, podwójny chór i orkiestrę kameralną (1957)
- kantata To the God Who Is in the Fire (1957)
- Magnificat na głosy solowe, chór i orkiestrę kameralną (1957)
- kantata Fuji na głosy żeńskie, flet, harfę i orkiestrę smyczkową (1960)
- In the Beginning Was the Word na głosy solowe, chór i orkiestrę (1963)
- Lady of Light na głosy solowe, chór i orkiestrę kameralną (1969)
- Saturn, 12 utworów na sopran, klarnet i fortepian (1971)
- oratorium ludowe The Way of Jesus na głosy unisono, chór, 3 gitary i orkiestrę (1975)
- kantata Revelation of St. Paul (1980)
- kantata The Waves Unbuild the Wasting Shore na tenora, chór i organy (1983)
- Cantata Domino na chór i organy (1984)

### Utwory sceniczne

#### Opery
- Etchmiadzin (1946)
- The Blue Fame (wyst. San Antonio 1959)
- Spirit of the Avalanche (wyst. Tokio 1963)
- Wind Drum i The Burning House (wyst. razem Gatlinburg 1964)
- Pilate (wyst. Los Angeles 1966)
- The Travelers (wyst. Los Altos Hills 1967)
- Pericles (1975)
- sonata Ananda (1977)
- Tale of the Sun Goddess Going into the Stone House (1979)
- Capuan Sonata na altówkę i fortepian (1982)
- Prelude and Fugue na kwartet dęty (1983)
- sonata Spirit of Trees na harfę i gitarę (1983)
- Sonata klarnetowa (1983)
- Starry Night na flet, ksylofon i harfę (1984)
- Sonata na flet altowy i klawesyn (1984)
- Mountain under the Sea na saksofon altowy, kotły, wibrafon, tam-tam o harfę (1984)

#### Operetka
- Afton Water, libretto według Williama Saroyana (1951)

#### Balety
- Ardent Song, libretto Martha Graham (1954)
- A Rose for Miss Emily (1969)
- Dream of a Myth (1973)
- Plains Daybreak (1977)
- Killer of Enemies (1983)
- God the Revenger (1986)